# غلامعلی بسکی
غلامعلی بِسکی معروف به بابا بسکی (۸ بهمن ۱۳۱۰ – ۲۳ مرداد ۱۳۹۸) پزشک و هوادار محیط زیست ایرانی بود. وی در سال ۱۳۴۵ بیمارستانی را در شهر گنبد کاووس تأسیس کرد و در ۱۳۴۹ زندگی شهری را رها کرد و خام گیاه‌خوارِ مطلق شد و زندگیِ خود را وقفِ دفاع از محیط زیست و تبلیغِ گیاه‌خواری کرد.

## زندگی
بسکی در ۱۳۱۰ در سبزوار متولد شد. پس از به پایان رساندن تحصیلات متوسطه در دبیرستان اسرار ملا هادی سبزواری، در رشته طب دانشگاه علوم پزشکی تهران ادامه تحصیل داد و در سال ۱۳۴۵ با درجه تخصص جراحی زنان از همان دانشگاه فارغ‌التحصیل شد.
وی در سال ۱۳۳۱ ازدواج کرد و چهار فرزند و شش نوه دارد.

### معالجه بیماری
وی خلق و خوی طبیعت‌دوستی را دریافت و چند بیماری مزمن وی درمان گردید.

### جهان‌بینی
به گفته بسکی خوردن گوشت باعث ایجاد بیماری می‌شود، و به طبیعت پناه برد و خام‌گیاه‌خواری را در پیش گرفت. بسکی به تأثیر شفابخش گیاهان دارویی اعتقاد داشت و مطالعات خود را بیشتر صرف تحقیق در این مورد کرد.
وی همچنین بسیاری از اموال خود را صرف امور خیریه کرد.

## مرگ
غلامعلی بسکی ۲۳ مرداد ۱۳۹۸ در بیمارستان دکتر بسکی درگذشت. مراسم تشییع جمعه ۲۵ مرداد ۱۳۹۸ برگزار و در روستای تنگ‌راه به خاک سپرده شد.

## فعالیت‌ها
- تأسیس بیمارستان و زایشگاه دکتر بسکی
- تأسیس مدرسه تیز هوشان گنبد کاووس و خانه ریاضی گنبد کاووس و سرای گاندی (تیز هوشان فقیر در روستاها)
- ساخت باغ انگور با روش آبیاری از فاضلاب[۱۵]